# Michaël Buffat

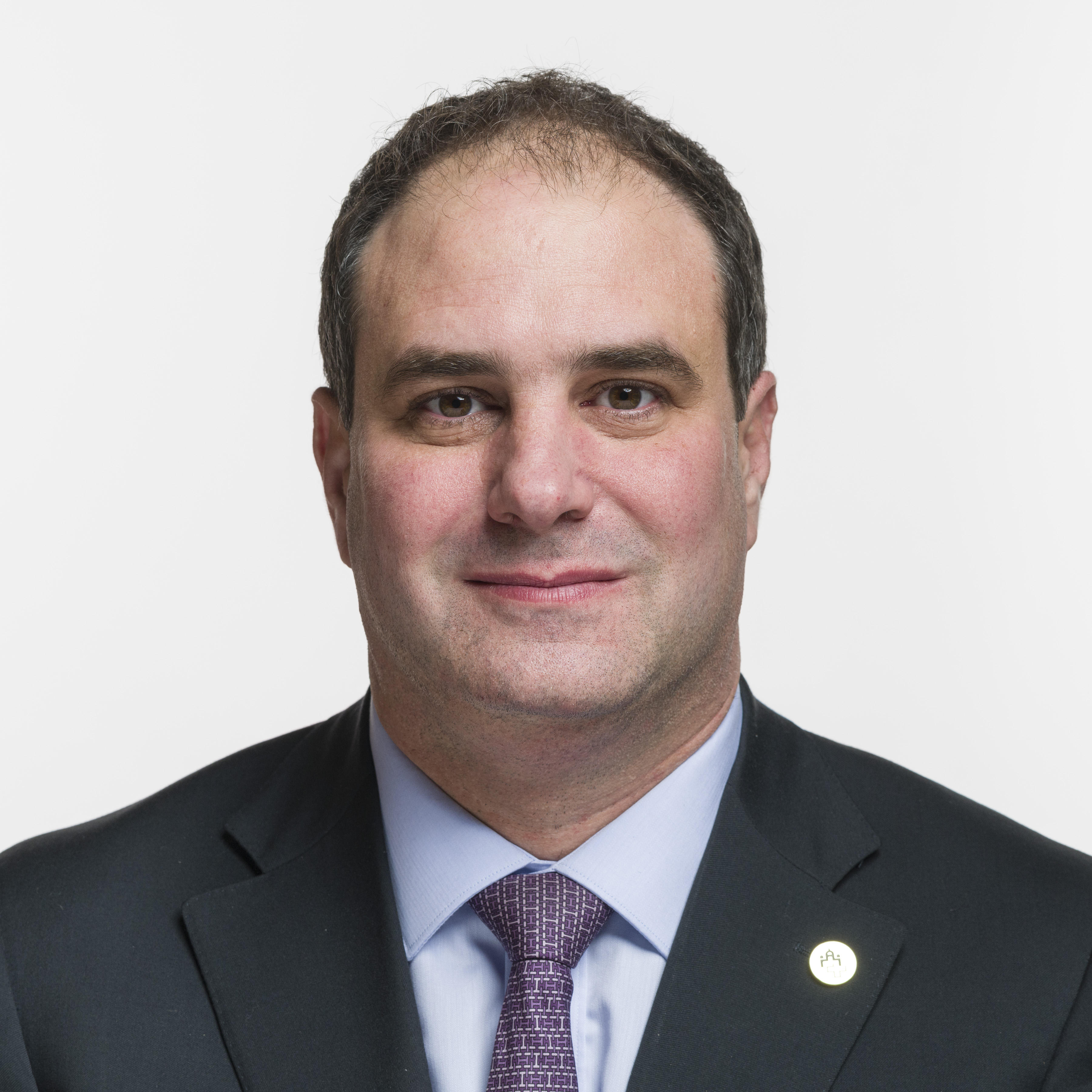
Michaël Buffat (2019)

Michaël Buffat (* 27. September 1979 in Yverdon-les-Bains; heimatberechtigt in Vuarrens) ist ein Schweizer Politiker (SVP). Er ist seit 2015 Mitglied des Nationalrats.

## Leben
Michaël Buffats Vater ist Landwirt, seine Mutter Lehrerin. Er hat einen Bruder, der den elterlichen Hof übernahm.
Er absolvierte eine kaufmännische Lehre im Bankenbereich, erwarb das eidgenössische Fähigkeitszeugnis und erlangte später ein Diplom als Bankwirtschaftsexperte. Seit 2006 leitet er die Geschäftsstelle Prilly der Waadtländer Kantonalbank (BCV).
Er ist verheiratet und wohnt in Vuarrens. In der Schweizer Armee hatte er den Rang eines Fouriers.

## Politik

### Lokale und kantonale Ebene
Buffat war Mitglied der Gemeindeparlamente von Vuarrens (Conseiller général, 1998–2005) und Crissier (Conseiller communal, 2007–2012). Von 2007 bis 2015 gehörte er dem Grossen Rat des Kantons Waadt an. Dort war er Fraktionspräsident der SVP (ab 2012) und Präsident der Finanzkommission.
Im Oktober 2021 wurde er von seiner Partei als einziger Kandidat per Akklamation als Kandidat für die Wahl in den Waadtländer Regierungsrat nominiert. Er wurde im Jahr darauf jedoch nicht gewählt.

### Nationale Ebene
2015 wurde er in den Nationalrat gewählt und 2019 wiedergewählt. Beide Male kandidierte er gleichzeitig erfolglos für den Ständerat. Im Nationalrat ist er Präsident der Legislaturplanungskommission 2019–2023 und Mitglied der Staatspolitischen Kommission und der Delegation für die Beziehungen zum französischen Parlament sowie stellvertretendes Mitglied in der Redaktionskommission und der Redaktionskommission für die französische Sprache (Stand Oktober 2023).

### Positionen
Buffat gilt als nahe der zürcherischen SVP-Linie politisierend. Er figuriert auf den vom Forschungsinstitut Sotomo für die Parlamentswahlen jeweils erstellten Smartvote-Befragungen von den Westschweizer Nationalräten am weitesten rechts. Er war Mitglied der Aktion für eine unabhängige und neutrale Schweiz (AUNS) und ist entschieden gegen eine Annäherung der Schweiz an die EU.